# Saab 21
Saab-21 – szwedzki samolot myśliwski z okresu II wojny światowej 
Pierwszy oblot maszyny miał miejsce w 1943. Samolot zdolny do zwalczania zarówno celów powietrznych jak i naziemnych. Standardowe uzbrojenie stanowiło jedno działko kal. 20 mm i cztery karabiny maszynowe kal. 13,2 mm oraz, w zależności od wersji, rakiety lub bomby. Silnik Daimler-Benz DB605 napędzał umieszczone za kabiną pilota śmigło pchające. Zastosowano fotel wyrzucany, który umożliwiał pilotowi unikniecie łopat śmigła w czasie ewakuacji. Saab-21 był jednym z pierwszych samolotów wykorzystujących taki fotel. Wersje myśliwskie oznaczone były J 21, wersja myśliwsko-bombowa A 21.

## Modernizacja
W 1947 r. zakłady Saab przystąpiły do modernizacji swojego samolotu. W jej wyniku dotychczasowy niemiecki silnik tłokowy zastąpiono silnikiem odrzutowym, tworząc wersję J 21R. Zmiana przyniosła zwiększenie prędkości maksymalnej z 640 do ok. 800 km/h. Skróceniu uległ jednak zasięg; z pełnym uzbrojeniem promień jego działania wynosił zaledwie 190 km.

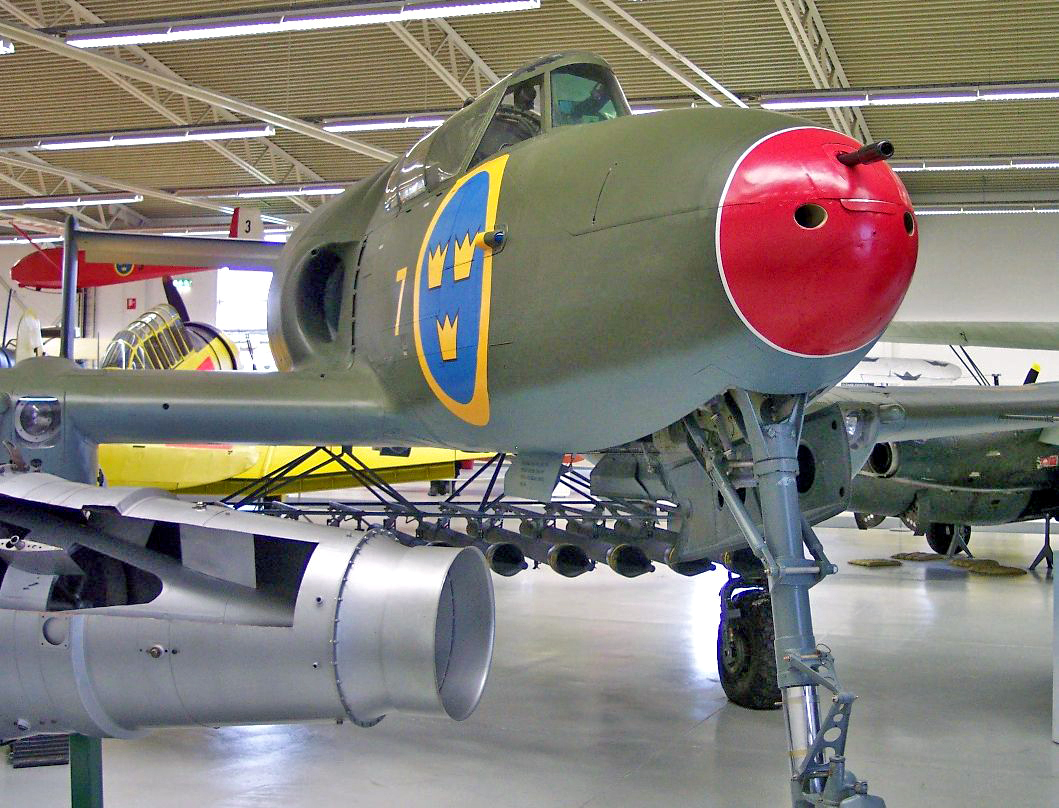
Odrzutowy Saab J21R